# Barvni model HSV
Barvni model HSV je barvni model, ki je predstavljen s tremi vrednostmi.  H pomeni barvo oz. barvni odtenek (angleško hue), S pomeni intenzivnost (angleško saturation), V pomeni vrednost, svetlost (angleško value). 
H pomeni odtenek oz. izbiro barve. S pomeni intenzivnost, kar pa pomeni koliko bele barve je dodane odtenku. V je vrednost oz. svetlost barve, pove pa koliko črne barve je dodane odtenku.